# Pdogg
Kang Hyo-won (Hangul:강효원; sinh ngày 19 tháng 9 năm 1983), thường được biết đến với nghệ danh Pdogg (Hangul: 피독), là một nhà sản xuất âm nhạc, nhà soạn nhạc và người viết lời của Big Hit Music. Anh đã sản xuất và sáng tác cho các nghệ sĩ như 8Eight, Baek Ji-young, BTS, Jo Kwon và Lim Jeong-hee, cùng những nghệ sĩ khác.

## Tiểu sử và sự nghiệp
Vào năm 2007, ở tuổi 25, Pdogg tạo dựng mối quan hệ với CEO Bang Si-hyuk của Big Hit Entertainment — Bang Si-hyuk quản lý một cộng đồng sáng tác trực tuyến, nơi Pdogg đã tải lên một số sản phẩm âm nhạc do anh tự sáng tác. Sản phẩm đã được đón nhận nồng nhiệt và các bài hát như "Come Back" và "Love" của Pdogg đã được đưa vào album phòng thu đầu tay The First của 8Eight và album phòng thu thứ ba Before I Go, J-Lim của Lim Jeong-hee — cả hai album đều được phát hành cùng năm. Vào năm 2010, với sự giúp đỡ của nam rapper Sleepy, Pdogg đã phát hiện ra nam rapper RM trẻ tuổi (người sau này trở thành thành viên đầu tiên của nhóm nhạc nam BTS) và trao đổi thông tin liên lạc của RM với Big Hit. Cuối cùng, anh đã trở thành nhà sản xuất chính của nhóm. Vào tháng 11 năm 2020, vì những đóng góp lớn của anh trong sự nghiệp âm nhạc của BTS, chương trình Immortal Songs: Singing the Legend đã phát sóng 1 tập đặc biệt dành riêng cho các bài hát của anh.
Vào tháng 2 năm 2021, Hiệp hội Bản quyền Âm nhạc Hàn Quốc (KOMCA) tiết lộ rằng Pdogg là người kiếm được nhiều tiền bản quyền nhất cho việc viết lời và sáng tác bài hát trong số tất cả các nhà soạn nhạc và người viết lời Hàn Quốc trong năm thứ ba liên tiếp.

## Danh sách đĩa nhạc

### Hợp tác

#### Góp giọng
| Năm  | Tên bài hát | Nghệ sĩ                |
| ---- | ----------- | ---------------------- |
| 2007 | "Sai"       | 8Eight, Yeeun và Sunye |
| 2007 | "Love"      | Lim Jeong-hee          |

## Danh sách sản xuất đĩa nhạc
Tất cả các khoản tín dụng âm nhạc được điều được trích từ cơ sở dữ liệu KOMCA.
| Năm  | Nghệ sĩ       | Album                                            | Ghi chú                        |
| ---- | ------------- | ------------------------------------------------ | ------------------------------ |
| 2007 | 8Eight        | The First                                        | với nhà soạn nhạc Bang Si-hyuk |
| 2007 | Lim Jeong-hee | Before I Go J-Lim                                | với nhà soạn nhạc Bang Si-hyuk |
| 2011 | Lee Hyun      | You Are the Best of My Life                      |                                |
| 2011 | Teen Top      | Roman                                            |                                |
| 2013 | BTS           | 2 Cool 4 Skool                                   | với nhà soạn nhạc Bang Si-hyuk |
| 2013 | BTS           | O!RUL8,2?                                        | với nhà soạn nhạc Bang Si-hyuk |
| 2014 | BTS           | Skool Luv Affair Special Addition                |                                |
| 2014 | BTS           | Dark & Wild                                      |                                |
| 2015 | BTS           | The Most Beautiful Moment in Life, Pt. 1         |                                |
| 2015 | BTS           | The Most Beautiful Moment in Life, Pt. 2         |                                |
| 2016 | BTS           | The Most Beautiful Moment in Life: Young Forever |                                |
| 2016 | BTS           | Youth                                            |                                |
| 2016 | BTS           | Wings                                            |                                |
| 2017 | BTS           | You Never Walk Alone                             |                                |
| 2017 | BTS           | Love Yourself 承 Her                             |                                |
| 2018 | BTS           | Love Yourself 轉 Tear                            |                                |
| 2018 | BTS           | Love Yourself 結 Answer                          |                                |
| 2019 | BTS           | Map of the Soul: Persona                         |                                |
| 2020 | BTS           | Map of the Soul: 7                               |                                |
| 2020 | BTS           | Map of the Soul: 7 – The Journey                 |                                |
| 2021 | BTS           | Be                                               |                                |

## Giải thưởng và đề cử
| Giải thưởng                  | Năm  | Hạng mục                           | Đề cử    | Kết quả   | Nguồn         |
| ---------------------------- | ---- | ---------------------------------- | -------- | --------- | ------------- |
| Gaon Chart Music Awards      | 2017 | Nhà soạn nhạc của năm              | Bản thân | Đoạt giải | [ 7 ]         |
| Asia Artist Awards           | 2018 | Nhà sản xuất xuất sắc nhất         | Bản thân | Đoạt giải | [ 8 ]         |
| Mnet Asian Music Awards      | 2017 | Nhà sản xuất xuất sắc nhất của năm | Bản thân | Đoạt giải | [ 9 ] [ 10 ]  |
| Mnet Asian Music Awards      | 2018 | Nhà sản xuất xuất sắc nhất của năm | Bản thân | Đoạt giải | [ 11 ] [ 12 ] |
| Mnet Asian Music Awards      | 2019 | Nhà sản xuất xuất sắc nhất của năm | Bản thân | Đoạt giải | [ 13 ] [ 14 ] |
| Mnet Asian Music Awards      | 2020 | Nhà sản xuất xuất sắc nhất của năm | Bản thân | Đoạt giải | [ 15 ]        |
| Korea Music Copyright Awards | 2017 | Giải thưởng lớn (Daesang)          | Bản thân | Đoạt giải | [ 6 ]         |
| Korea Music Copyright Awards | 2018 | Giải thưởng lớn (Daesang)          | Bản thân | Đoạt giải | [ 6 ]         |
| Korea Music Copyright Awards | 2019 | Giải thưởng lớn (Daesang)          | Bản thân | Đoạt giải | [ 6 ]         |